# Meem
Meem är en administrativ atoll i Maldiverna. Den ligger i den centrala delen av landet, den administrativa centralorten  Muli ligger 140 km söder om huvudstaden Malé. Antalet invånare vid folkräkningen 2014 var 5 022.
Meem består av den geografiska atollen Mulakuatollen.
Den består av 33 öar, varav åtta är bebodda: Dhiggaru, Kolhufushi, Maduvvari, Mulah, Muli, Naalaafushi, Raiymandhoo och Veyvah.